# Polypodium riograndense
Polypodium riograndense là một loài thực vật có mạch trong họ Polypodiaceae. Loài này được (T. Wendt) Mickel mô tả khoa học đầu tiên năm 2004.